# کاتالوگ هنری دراپر

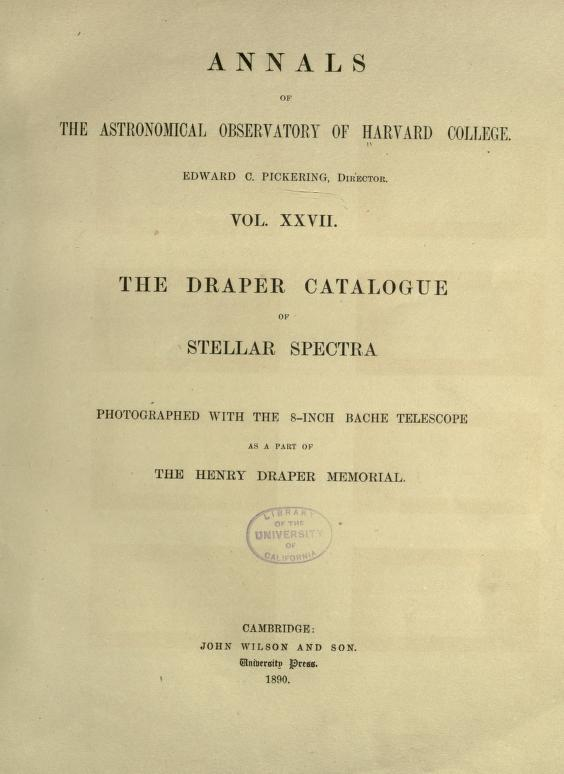
نمایی از جلد کاتالوگ منتشر‌شده در سال ۱۸۹۰ میلادی

کاتالوگ هِنری دراپر (به انگلیسی: Henry Draper Catalogue) (HD) یک کاتالوگ ستاره‌ای است که بین سال‌های ۱۹۱۸ تا ۱۹۲۴ منتشر ‌می‌شد و حاوی ۲۲۵٬۳۰۰ ستاره است. هر نامی از ستارگان که با HD شروع شود ستاره‌ای از این کاتالوگ است. بعداً نسخه کاملتری از آن با نام هنری دراپر پیشرفته (HDE:Henry Draper Extension), بین سال‌های ۱۹۲۵ تا ۱۹۳۶ منتشر شد، که ۴۶٬۸۵۰ بیشتر داشت و بعدتر کاتالوگ هنری دراپر پیشرفته چارت (HDEC:Henry Draper Extension Charts), در بین سال‌های ۱۹۳۷ تا ۱۹۴۲ منتشر شد و ستارگان آن در چارت قرار داشتند و ۸۶٬۹۳۳ ستاره بیشتر داشت و در کل ۳۵۹٬۰۸۳ ستاره دسته‌بندی شدند. کاتالوگ اولیه تقریباً تمام ستارگان آسمان را تا قدر ظاهری ۹ را در خود داشت اما اضافه‌هایی‌که به آن اضافه‌شدند فقط نواحی خاصی از آسمان را در بر می‌گرفت.